# Roberto Ángel Domínguez Rodríguez
Roberto Ángel Domínguez Rodríguez es un político mexicano, miembro del partido Movimiento Regeneración Nacional (MORENA), actualmente es diputado federal electo por primera vez para el periodo de 2018-2021, siendo reelecto para los periodos: 2021-2024 y 2024-2027.

## Biografía
Roberto Ángel Domínguez Rodríguez es abogado. Se ha dedicado al ejercicio de su profesión como abogado litigante. Inicialmente miembro del Partido de la Revolución Democrática, partido del que fue presidente del comité municipal en Zumpango, estado de México, del que fue candidato a síndico y luego regidor de su ayuntamiento de 2016 a 2018.
En 2018 fue postulado candidato a diputado federal por el distrito 28 del estado de México por la coalición Juntos Haremos Historia. Electo a la LXIV Legislatura, en la misma es secretario de la comisión de Recursos Hidráulicos, Agua Potable y Saneamiento, e integrante de la comisión de Federalismo y Desarrollo Municipal y de la comisión de Gobernación y Población.
El 10 de febrero de 2019 fue lesionado por arma de fuego en un intento de asalto cuando transitaba por la carretera Teoloyucan-Huehuetoca.